# روبن فارغاس
روبن فارغاس (5 أغسطس 1998 في سويسرا - ) هو لاعب كرة قدم سويسري في مركز جناح ‏. لعب مع نادي لوزيرن. ويلعب حاليا مع اشبيلية في الدوري الاسباني

## مسيرته الكروية
لعب روبن فارغاس خلال مسيرته الاحترافية مع ناديين في ثلاثة مواسم وسجل خلالها 15 هدفًا ضمن 83 مباراة. ولم يفز بأي موسم بالكأس أو بالدوري.
خاض روبن فارغاس مسيرته مع نادي لوزيرن في موسم 2017–18 ولمدة موسمين، مشاركًا في 50 مباراة سجل خلالها 9 أهداف. ثم انتقل إلى نادي آوغسبورغ في موسم 2019–20 لمدة موسم واحد، حيث شارك في 33 مباراة سجل خلالها 6 أهداف.

## وصلات خارجية
- روبن فارغاس على موقع الاتحاد الدولي (مؤرشف)  (الإنجليزية)
- روبن فارغاس على موقع الاتحاد الأوربي (الإنجليزية)
- روبن فارغاس على موقع إي إس بي إن إف سي (الإنجليزية)
- روبن فارغاس على موقع قاعدة بيانات كرة القدم.إي يو (الإنجليزية)
- روبن فارغاس على موقع ناشيونال فوتبول تيمز (الإنجليزية)
- روبن فارغاس على موقع Soccerbase.com (لاعب) (الإنجليزية)
- روبن فارغاس على موقع Soccerway.com (الإنجليزية)
- روبن فارغاس على موقع عالم كرة القدم.نت (الإنجليزية)